# Cricova

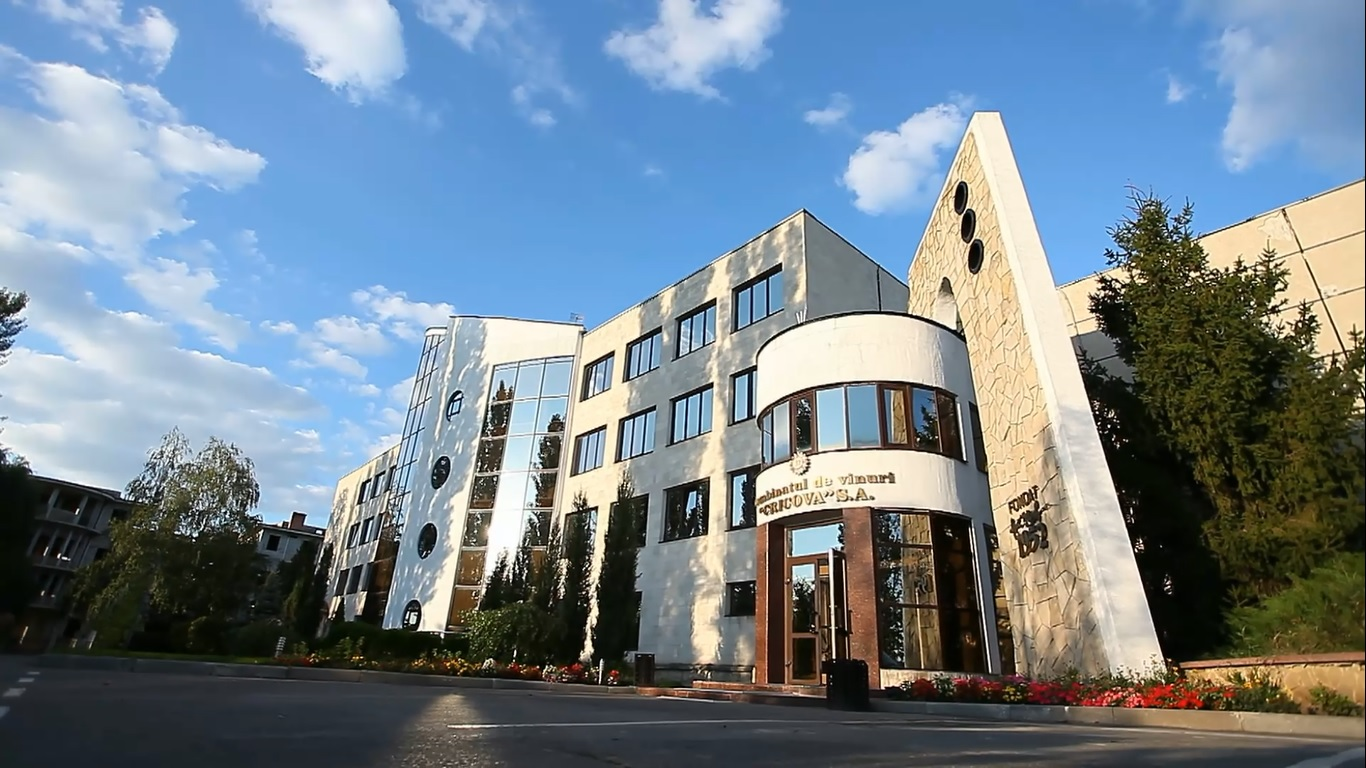
Винзавод Cricova SA

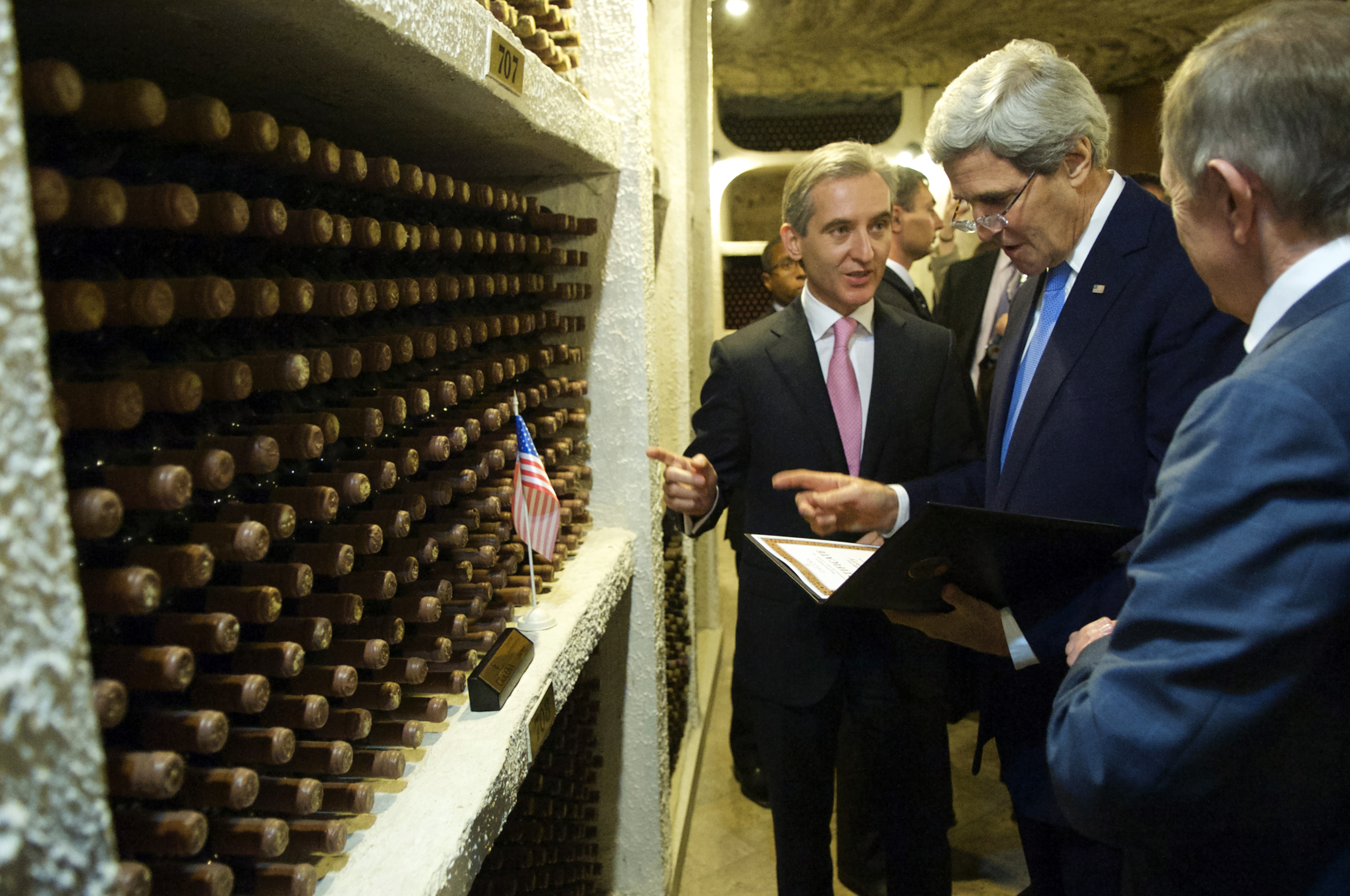
Державний секретар США Джон Керрі відвідав колекцію вин Крикова

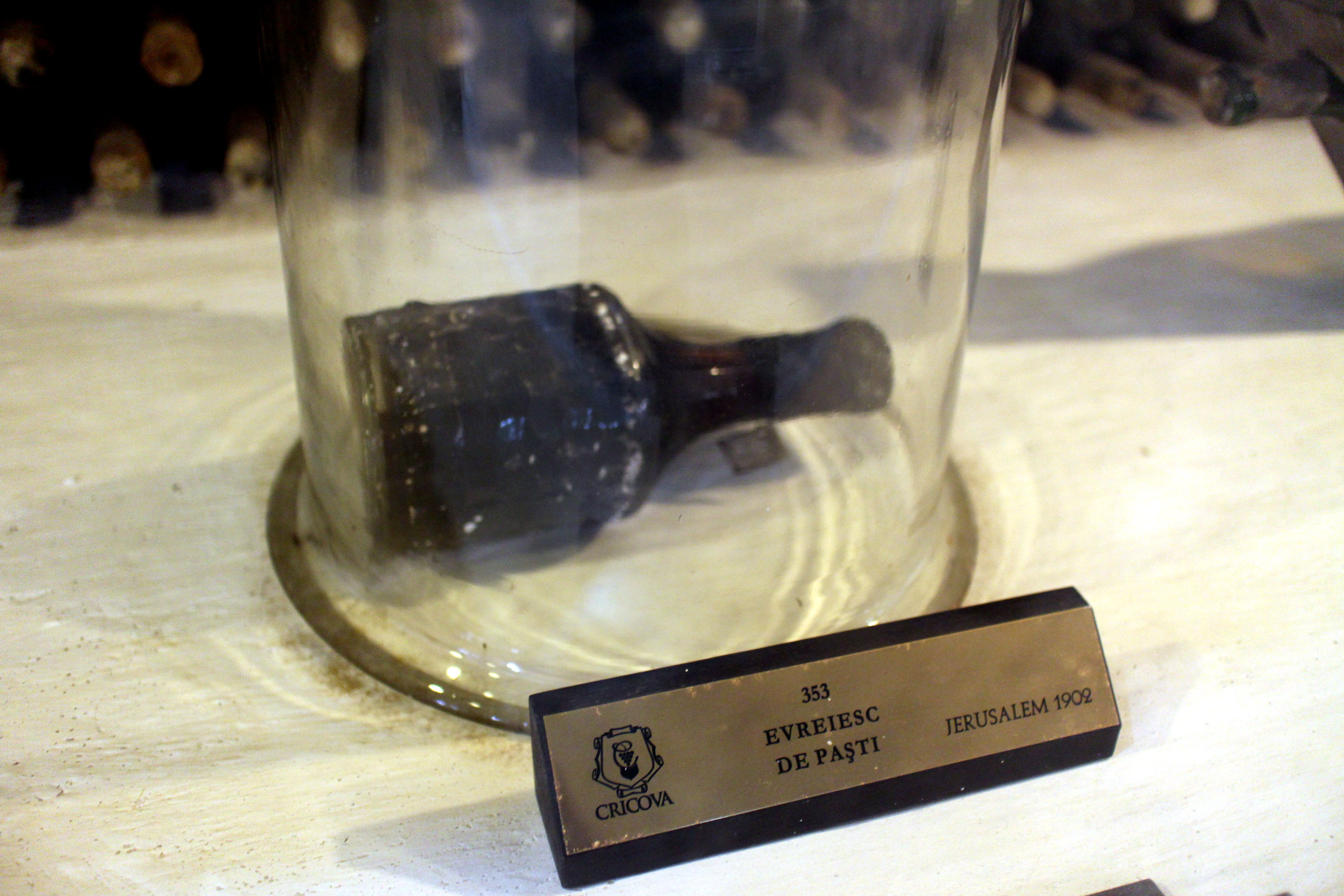
Пляшка вина (Великодній Єрусалим, Ян Бехер) близько 1902 року виставляється у підвалах Крикова.

Крикова (Cricova) — молдавський винний завод, розташований в однойменному містечку, за 15 км на північ від Кишинева. Відомі винні погреби роблять його популярним місцем для туристів.

## Історія
Засновник Крикова — Унгуреану Петру
- 1947 — Перші експерименти, зроблені академіком Унгуреану Петру. Відкладення для дозрівання першої партії класичних ігристих вин.
- 1952 — заснування винного заводу «Cricova» S.A.
- 1954 — Створення винної колекції Cricova на основі вин з молдавської колекції та рідкісних вин з колекції Герінга, повернутих до СРСР після Другої світової війни.
- 1957 — Виробництво класичного ігристого вина в промислових кількостях.
- 1970 — Створення винної асоціації та масове розширення винних плантацій.
- 1980 — Зміцнення виробничих потужностей та вихід на світові ринки.
- 1986 — Заснування оригінальної компанії з виробництва ігристих вин
- 1991 — Перехід від централізованої економіки до цінностей ринкової економіки.
- 1992 — Присудження Міжнародної премії
- 1998 — Заснування ділового та туристичного центру «Cricova-Vin»
- 2001 — Створення власної матеріальної бази гіперсучасних винних плантацій, клонів дивірози.
- 2002 — нагородження орденом республіки.
- 2003 — Декларація «Cricova» S.A. як об'єкт національної культурної спадщини країни
- 2007 — Реконструкція дегустаційного комплексу «Cricova»
- 2008 — Впровадження системи ISO 9001
- 2009 — Впровадження системи управління безпекою харчових продуктів ISO-22000
- 2011 — Реконструкція заводу первинної переробки винограду
- 2012 — Винзавод «Cricova» S.A. святкував 60 років від дня заснування[1]
- 2013 — Реконструкція фабрики з виробництва повільних та ігристих вин

## Винзавод
Винні погреби Крикова — другий за величиною винний льох Молдови після Мілестія Мічі (найбільшого у світі). Він може похвалитися 120 км лабіринтових доріг проти 200 км. Тунелі існували під Криковою з 15 століття, коли викопували вапняк, щоб допомогти побудувати Кишинів. У 1950-х вони були перетворені на підземний винний емпоріум.
Половина проїжджих частин використовується для зберігання вина. Дороги названі винами, які вони зберігають. У цьому «винному місті» є свої склади, дегустаційні зали та інші об'єкти під землею. Він опускається до 100 м під землею і вміщує 1,25 мільйона пляшок рідкісного вина. Найстаріше вино датується 1902 роком. Температуру підтримують близько 12 °C (54 °F) цілий рік (що ідеально підходить для вина).
Раніше територія була шахтою для вапняку, будівельного матеріалу. У деяких гілках розкопки все ще активні, тому льох все ще розширюється. Серед інших відомих виноробних підприємств Молдови — Cojuşna та Mileştii Mici.
Найбільшим імпортером вин Cricova є Казахстан. Раніше Росія була головним імпортером, однак це змінилося в 2014 році, коли Росія ввела ембарго на молдавське вино в помсту Молдові за кроки до вступу до Європейського Союзу.

## Виноробство
Крикова виробляє ігристі вина згідно класичного французького методу, нібито винайденого століття тому ченцем Домом П'єром Періньйоном — «Methode Champenoise».
Тут виготовляють унікальне ігристе червоне вино, кокринське-ігристе, виготовлене із запасів каберне-совіньйон і продається як «з насиченою оксамитовою текстурою та смаком чорної смородини та вишні».
У «Великих підвалах Крикова» знаходиться різноманітна колекція вин «The National Oenotec». Унікальні експонати («Великодній Єрусалим», урожай 1902 р., Лікер «Ян Бехер», урожай 1902 р.) разом з іншими 158 торговими марками з Бургундії, Мозельвії, Токая, Рейну, є в колекції закладу, а також Молдови загалом, що складає на сьогоднішній день близько 1,3 мільйона пляшок. Серед них — трофеї Другої світової війни, до складу яких входять вина з колекції Германа Герінга. Після захоплення радянською владою його приватної колекції вина, частина її була передана до Криму, а решта — до Крикова.
Однак гордістю є, перш за все, вина, що носять назву «Cricova», які принесли виноробні колекцію національних та міжнародних дегустаційних нагород. Станом на 2008 рік колекція складається з понад 70 срібних, золотих та Гран-прі нагород.